# Кордонские курганы
Кордонские курганы (укр. Могили Кордонські) — череда из трех курганов на участке между верховьями реки Конка и реки Берды. Была насыпана в октябре 1742 года в соответствии с положениями Белградского трактата от 18 (29) сентября 1739 года и Конвенции о границах и разграничительных линиях между Портою и Российской империей.